# Imagine Peace Tower

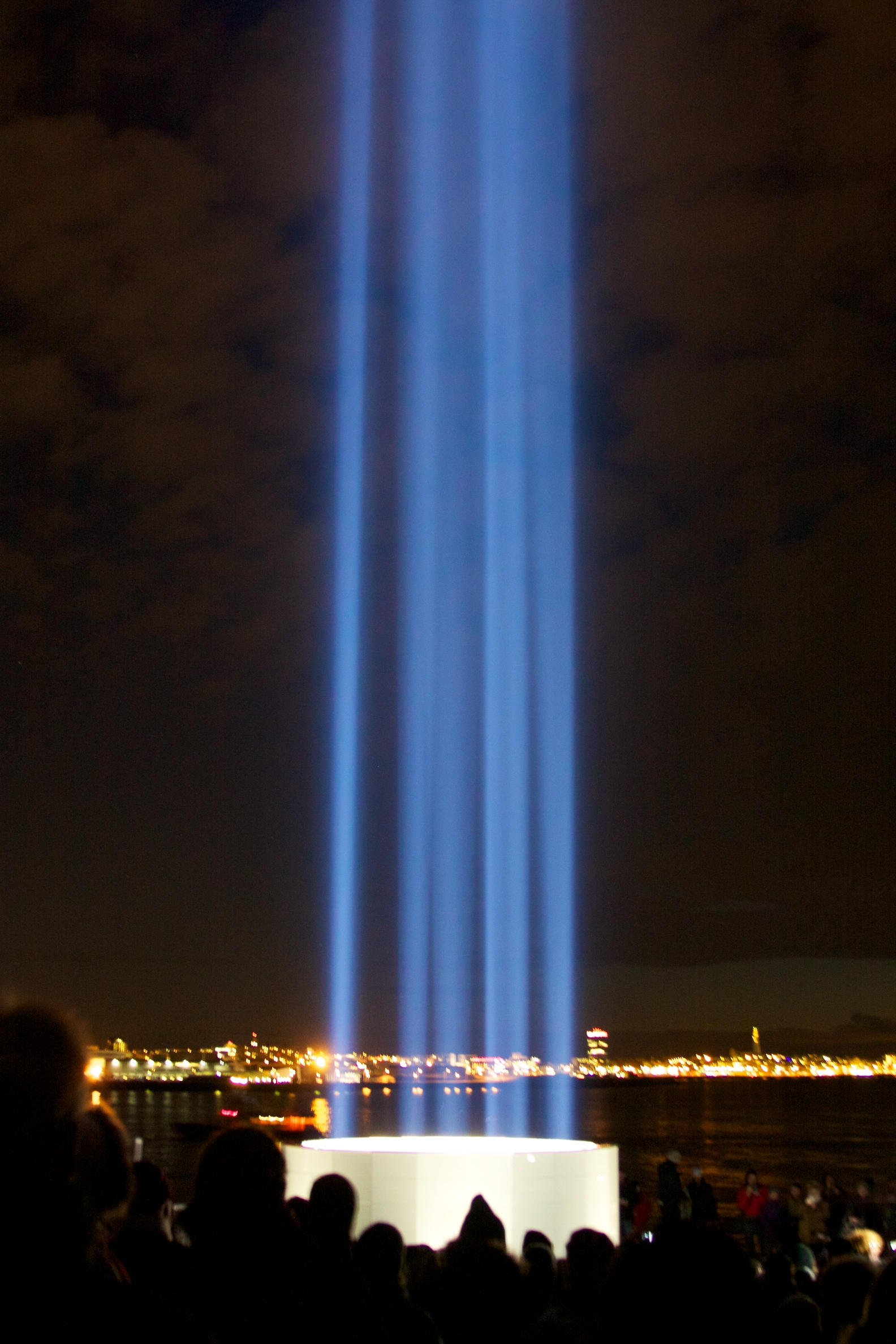
Rozsvícený památník v noci

Imagine Peace Tower (česky: Věž - představte si mír, islandsky: Friðarsúlan, což znamená „mírový sloup“) je památník věnovaný slavnému britskému hudebníkovi Johnu Lennonovi, který nechala vybudovat jeho manželka Yoko Ono. Nachází se na islandském ostrově Viðey v zálivu Kollafjørður, nedaleko Reykjavíku. Sestává z vysoké „věže světla“, která je postavena z bílého kamene a jsou na ní vytesána slova „Imagine Peace“ ve čtyřiadvaceti jazycích. Tato slova a jméno věže jsou odkazem na Lennonovu píseň „Imagine“.
Samotnou „věž“ pak tvoří patnáct reflektorů s hranoly, které fungují jako zrcadla koncentrující hlavní paprsek světla směrem k nebi. Věž se rozsvěcuje 9. října, na výročí Lennonových narozenin, a svítí do 8. prosince, tedy do dne výročí Lennonovy vraždy.

## Historie
Stavba věže začala 9. října 2006 a byla otevřena přesně o rok později 9. října 2007. Věž nechala vystavět vdova po Lennonovi Yoko Ono. Island si na tento projekt vybrala proto, že je zde dostupná levná geotermální energie, která je využívána k napájení paprsku světla vycházejícího z věže.

### První panel
Slova na prvním panelu na věži jsou psána v 24 světových jazycích:
| anglicky: IMAGINE PEACE                     | svahilsky: TUFIRIENI AMANI                |
| japonsky: 平和 な 世界 を 想像 し て ごらん | islandsky: Hugs Ser Frida                 |
| korejsky: 평화 를 꿈꾸 자                   | turecky: Baris Duslo                      |
| čínsky: 想像 世界 有了 和平                 | persky: به صلح بیندیش                     |
| arabsky: احلم سلام                          | filipínsky: ILARAWAN ANG MUNDONG MAPAYAPA |
| portugalsky: IMAGINE A PAZ                  | tamilsky: சமாதானத்தை நினையுங்கள்                   |
| rusky: ПРЕДСТАВЬТЕ СЕБЕ МИР                 | maďarsky: KÉPZELD EL A Beke               |
| hindsky: शान्ति की कल्पना करें                      | finsky: KUVITTELE Rauhut                  |
| německy: STELL DIR VOR ES IST FRIEDEN       | gruzínsky: წარმოიდგინეთ მშვიდობა          |
| italsky: \| Immagini LA PACE                | tibersky (standardně): ཞི་བ་སྒོམས་           |
| francouzsky: IMAGINEZ LA PAIX               | hebrejsky: חלום שלום                      |
| španělsky: IMAGIN LA PAZ                    | inuktsky: ᓴᐃᒪᖃᑎᒌᑦᑕ                        |

### Druhý panel
Na druhém panelu je napsáno:
| „                      | Věnuji tuto světelnou věž Johnu Lennonovi. Moje láska k Tobě je se mnou navždy spojená. | “ |
| — Yoko Ono 9. 10. 2007 |                                                                                         |   |